# 莫定森
莫定森（1900年—1980年），号茂如，男，四川广汉人，中国农学家、农业教育家、稻麦专家。曾任农业生产总局农业副总技师兼稻作处处长。